# أبو منجل عملاق
أبو منجل عملاق (Thaumatibis gigantea) هو طائر ينتمي لجنس Thaumatibis والذي ينتمي لعائلة أبو منجليات ، ويتواجد في كمبوديا مع عدد صغير في جنوب لاوس .

## التوزيع
- ويتواجد في المستنقعات والبرك والأنهار الواسعة والموسمية وفي المروج وفي الغابات والأراضي المنخفضة.وهو يأكل اللافقاريات ، والقشريات ، والبرمائيات والزواحف الصغيرة. لم يعرف شيء من سلوكه ، ولكنها ربما تضع عشها في الأشجار .

## الوصف
- وهو حتى الآن أكبر أبو منجل في العالم كله وقد يصل طوله إلى 102-106 سم ويزن حوالي 2-4 كلغ ، وله ريش رمادي وهو عاري الوجه والساقين .

وتعتبر هذه الطيور مهددة بالانقراض ويمكن أن يكون السبب هو الصيد والاضطرابات وإزالة الغابات المنخفضة. ويقدر عدد السكان الحالي ب100 زوجا.